# Broc (Friburgo)
Broc é uma comuna da Suíça, no Cantão Friburgo, com cerca de 2.127 habitantes. Estende-se por uma área de 10,06 km², de densidade populacional de 211 hab/km². Confina com as seguintes comunas: Botterens, Charmey, Châtel-sur-Montsalvens, Crésuz, Gruyères, La Tour-de-Trême, Morlon.
A língua oficial nesta comuna é o Francês.